# Коалиция за справедливость приложений
Коалиция за справедливость приложений (англ. Coalition for App Fairness - CAF) - это коалиция, состоящая из компаний, которые стремятся заключить более справедливую сделку по включению своих приложений в Apple App Store или Google Play Store. Организация находится в Вашингтоне, округ Колумбия.

## Предыстория
В июле 2015 года Spotify запустила кампанию по электронной почте, чтобы убедить своих подписчиков в App Store отменить свои подписки и начать новые через свой веб-сайт, минуя 30% комиссию за транзакцию для покупок в приложении, требуемую для приложений iOS технологической компанией Apple Inc.  Более позднее обновление приложения Spotify для iOS было отклонено Apple, что побудило главного юрисконсульта Spotify Горацио Гутьерреса написать письмо тогдашнему генеральному советнику Apple Брюсу Сьюэллу, в котором говорится: «Этот последний эпизод вызывает серьезные опасения в соответствии с законодательством США и ЕС о конкуренции. Оно продолжает тревожную модель поведения Apple, направленную на исключение и снижение конкурентоспособности Spotify на iOS и в качестве конкурента Apple Music, особенно на фоне предыдущего антиконкурентного поведения Apple, направленного на Spotify ... мы не можем оставаться в стороне, поскольку Apple использует Процесс утверждения в App Store как орудие нанесения вреда конкурентам» 
В августе 2020 года Epic Games обновила своё игровое приложение Fortnite Battle Royale как в Apple App Store, так и в Google Play, добавив в него собственную витрину, предлагающую 20% скидку на V-баксы, внутриигровую валюту, если игроки купленные через неё, а не через витрины магазинов приложений, которые получают 30% -ную выручку от продажи. И Apple, и Google удалили приложение Fortnite в течение нескольких часов, поскольку эта альтернативная витрина нарушила их условия использования, которые требовали, чтобы все покупки в приложении производились через их витрины. Epic немедленно подала иски против обеих компаний, оспаривая их политику в отношении витрин на основе антимонопольных принципов, утверждая, что их не подлежащее обсуждению сокращение выручки на 30% является слишком высоким, а ограничения в отношении альтернативных витрин являются антиконкурентными. Apple подала встречный иск на Epic по поводу их поведения, и ожидается, что их иск будет передан на суд в 2021 году, в то время как Google ищет компромисс с Epic.  Это привело к тому, что Apple и Google удалили приложение Fortnite из своих магазинов.

## Фонд
24 сентября 2020 года Epic Games объединила свои усилия с тринадцатью другими известными компаниями, такими как платформа потоковой передачи музыки Spotify, Match Group, которой принадлежит приложение для онлайн-знакомств Tinder, сервис зашифрованной почты ProtonMail, криптовалютный веб-сайт Blockchain, приложение для покупок Cladwell, фитнес-приложение Down Dog Yoga Архивная копия от 2 марта 2021 на Wayback Machine, инструмент для разработчиков Gift Card Offerwall, бизнес-приложение Passbase Архивная копия от 1 апреля 2022 на Wayback Machine, среди прочего, для создания Коалиции за справедливость приложений .
Коалиция критикует тот факт, что на данный момент магазины приложений Apple и Google взимают со своих клиентов 30% комиссию за любые покупки, сделанные в их магазинах. Apple и Google защищались, утверждая, что 30% комиссии за транзакцию являются стандартом в отрасли  , в то время как Коалиция за справедливость приложений заявляет, что нет другой комиссии за транзакцию, которая даже близка к 30%.
В октябре 2020 года сообщалось, что с момента основания коалиция выросла с 13 до 40 членов и получила более 400 заявок на членство .

## Цели
Группа расширила свои требования к магазинам приложений и теперь также стремится улучшить отношение к приложениям, доступным в App Store. Они утверждают, что Apple отдает предпочтение своим собственным сервисам перед другими сервисами, доступными на рынке.  Группа также изучала другие комиссии за транзакции, такие как комиссия в размере 5%, взимаемая компаниями, выпускающими кредитные карты, и заявляет, что Apple взимает до 600% больше  и хотела бы, чтобы комиссия в размере 30%, которая была включена Apple только в 2011 году, была адаптирована к сопоставимой процентной ставке, взимаемой с других поставщиков платёжных решений.  Его требования в основном направлены на строгий контроль Apple над своим App Store, но в меньшей степени также направлены на Google.  Google позволяет загружать приложения по независимой веб-ссылке или через другой магазин приложений, например Epic Game App Store.  Организация подчеркивает, что ни один разработчик приложений не должен попадать в положение, в котором он подвергается дискриминации и не имеет тех же прав, что и разработчики владельца магазина приложений. 

## Реакции
В октябре 2020 года Microsoft представила новую структуру, касающуюся доступа к своей операционной системе Windows 10 из магазинов приложений, отличных от предлагаемых Microsoft. Новая структура основана на требованиях Коалиции за справедливость приложений.  Однако Microsoft подчеркнула, что эти принципы неприменимы к Xbox. 
В декабре 2020 года Apple объявила, что они снизят сокращение доходов, которое Apple берёт от разработчиков приложений, зарабатывающих 1 миллион долларов или меньше, с 30% до 15%, если разработчики приложений заполнят заявку на снижение доходов. 